# Calvin Kadi
Matome Calvin Kadi (Pietersburg, 12 dicembre 1987) è un ex calciatore sudafricano, di ruolo attaccante.

## Carriera
Ha giocato nella prima divisione sudafricana, oltre che nella seconda divisione portoghese ed in quella greca.

## Palmarès

### Club

#### Competizioni nazionali
- Campionato sudafricano: 2

SuperSport Utd: 2007-2008
Bidvest Wits: 2016-2017
- Coppa di Lega sudafricana: 1

Bidvest Wits: 2017